# Guy Thorne
Pour les articles homonymes, voir Thorne.
Guy Thorne, pseudonyme de Cyril Arthur Edward Justice Waggoner Ranger Gull, né le 18 novembre 1876 à Little Hulton (en) dans le Lancashire, et mort à Londres le 9 janvier 1923, est un traducteur et un auteur britannique de littérature populaire.  Il signe parfois ses œuvres du pseudonyme Cyril Ranger Gull.

## Biographie
Après des études à Manchester et au Denstone College (en), il entre à l’Université d’Oxford, mais quitte l'institution avant l'obtention de ses diplômes et raconte ses souvenirs de cette époque dans son premier roman publié de façon anonyme, The Hypocrite: a Novel of Oxford and London Life en 1898. Il ajoute à cette époque plusieurs prénoms à son nom et se joint aux équipes de rédaction des pages littéraires de divers journaux avant d'être journaliste au Daily Mail, puis au Daily Express. 
En 1904, il publie When it was dark, un roman d’anticipation vendu à 500 000 exemplaires qui raconte la chute du christianisme après la découverte scientifique que la résurrection du Christ n’a jamais eu lieu.  L’auteur, qui ne cache pas dans ce récit son antisémitisme, donne ensuite d’autres récits d’uchronie, dont When it Was Light (1906), une suite à son gros succès, mais aussi des romans policiers et des romans romans fantastiques, voire d'horreur.  Grand amateur d'alcool, il a aussi publié une biographie de Frederick Nicholas Charrington (en), grand défenseur de la tempérance.
Admirateur de la littérature française, il a traduit en anglais des textes de Charles Baudelaire et de Théophile Gautier.

## Œuvre

### Romans

#### Publié de façon anonyme
- The Hypocrite: a Novel of Oxford and London Life (1898)

#### Signés Guy Thorne
- When It Was Dark: the Story (1903)
- Sharks: a Fantastic Novel for Business Men and Their Families (1904)
- The Oven (1905)
- First it vas Ordained (1906)
- When it Was Light: a Reply (1906)
- Made in His Image (1906)
- Helena’s Love Story (1906)
- The Angel (1908)
- A Lost Cause (1908)
- The Socialist (1909)
- The Race Before Us (1910)
- Secret Submarine (1911)
- Divorce. A Novel (1911)
- Chance in Chains: a Story of Monte Carlo (1913)
- Not in Israel (1913)
- The Lost Judge (1914)
- The Greater Power (1915)
- The Monstrous Enemy (1915)
- The Cruiser on Wheels (1915)
- The Secret Service Submarine: a Story of the Present War (1915) Publié en français sous le titre Le Secret du sous-marin, Paris, P. Lethellieux, 1915
- The Secret Sea-Plane (1915)
- Love and the Freemason (1915)
- And it Came to Pass (1916)
- Lucky Mr Loder (1918)
- The Secret Monitor (1918)
- Rescuing Rupert (1918)
- Harder Then Steel (1919)
- The Hammers of Hate (1919)
- Doris Moore (1919)
- Wine the Mocker (1919)
- The House of Danger (1920)
- Back to Lilac Land (1920)
- The Lapse of the Bishop (1920)
- The Years of Hate (1921) Publié en français sous le titre Les Sœurs ennemies, Paris, Hachette, Les Meilleurs Romans étrangers, 1934
- The Love Hater (1921)
- Fishport (1922)
- A Year and A Day (1922) Publié en français sous le titre Un an et un jour, Paris, Librairie des Champs-Élysées, Le Masque no 9, 1928
- The Dark Dominion (1923)
- The Iron Box (1923)
- The Voiceless Victims (1923)
- Muriel Wins Through (1923)
- False Gods (1923)
- The Eye of Pharaoh (1924)
- When the World Reeled (1924)
- The Mystery of St. Michael’s (1924) Publié en français sous le titre Le Mystère de Saint-Michel, Paris, Éditions Excelsior, coll. Mystère de l’X, no 9, 1933
- The Vintage of Vice (1927)
- The Butterfly on Wheels (1928)
- The Gentleman from Nowhere (1928)
- The Fanshawe Murder (1931)
- Marked by the Macabre (2002), publication posthume

#### Signés Cyril Ranger Gull
- The Adventures of Ulysses the Wanderer: an Old Story Retold (1902)
- The Soul-Stealer (1906)
- The Terror by Night (1909)
- The Parrot-Faced Man (1912)
- Black Honey (1913)
- When Satan Ruled (1914)
- The Enemies of England (1914)
- The Ravencroft Horror ou The Ravencroft Affair (1917)
- The Air Pirate (1919)
- The City in the Clouds (1921)
- Cinema City (1922)

### Recueil de nouvelles
- An Officer- and a Gentleman? (1922)

### Autres publications
- First it Was Ordained (1906)
- From the Book Beautiful. Being Some Old Lights Relit (1908)
- The Great Acceptance. the Life Story of F. N. Charrington (1912), en collaboration avec Frederick Nicholas Charrington
- The Complete Wildfoler-ashore and Afloat (1921), en collaboration avec Stanley Duncan

## Adaptations
- 1919 : The Disappearance of the Judge, film muet de Alexander Butler, d'après le roman The Lost Judge
- 1919 : When It Was Dark, film muet de Arrigo Bocchi, d'après le roman When It Was Dark: the Story

## Sources
- Jacques Baudou et Jean-Jacques Schleret, Le Vrai Visage du Masque, Volume 1, Paris, Futuropolis, 1984, p. 432-433.